# The Wonder of You (album)
The Wonder of You è un album di raccolta del cantante statunitense Elvis Presley, pubblicato nel 2016 e realizzato con registrazioni di Presley accompagnate da nuovi arrangiamenti orchestrali curati dalla Royal Philharmonic Orchestra.

## Tracce
- Edizione Standard

1. A Big Hunk o' Love – 2:22 (Aaron Schroeder, Sidney Wyche)
2. I've Got A Thing About You Baby – 2:35 (Tony Joe White)
3. Suspicious Minds – 3:45 (Mark James)
4. Don't – 3:10 (Jerry Leiber, Mike Stoller)
5. I Just Can't Help Believing – 4:35 (Barry Mann, Cynthia Weil)
6. Just Pretend – 4:06 (Guy Fletcher, Doug Flett)
7. Love Letters – 2:55 (Edward Heyman, Victor Young)
8. Amazing Grace – 3:46 (John Newton)
9. Starting Today – 3:10 (Don Robertson)
10. Kentucky Rain – 4:03 (Eddie Rabbitt, Dick Heard)
11. Memories – 3:15 (Billy Strange, Mac Davis)
12. Let It Be Me – 3:26 (Gilbert Bécaud, Manny Curtis, Pierre Delanoë)
13. Always on My Mind – 3:39 (Wayne Carson, Johnny Christopher)
14. The Wonder of You – 2:31 (Baker Knight)
15. Just Pretend (duetto con Helene Fischer) (bonus track) – 4:04 (Flett Fletcher)

- Tracce Bonus - Edizione Deluxe

1. You Don't Have to Say You Love Me – 2:34 (Vicki Wickham, Simon Napier-Bell, Pino Donaggio, Vito Pallavicini)
2. You Gave Me a Mountain – 3:15 (Marty Robbins)
3. Just Pretend (duetto con Helene Fischer) – 4:04 (Flett Fletcher)